# Bad Education (série télévisée)
Bad Education est une sitcom télévisée britannique produite par Tiger Aspect Productions pour BBC Three. Il met en vedette Jack Whitehall dans le rôle du jeune enseignant Alfie Wickers - "le pire enseignant à avoir jamais honoré le système éducatif britannique" - dans l'école d'Abbey Grove, qui se situe dans le Hertfordshire.

## Histoire
Au moment du lancement de la série en août 2012, elle a battu le record de BBC Three du chiffre d'audience le plus élevé pour le premier épisode d'une comédie, qui était auparavant détenu par Horne &amp; Corden, mais est maintenant détenu par Cuckoo,. La deuxième saison a été diffusée sur BBC iPlayer le 27 août 2013, une semaine avant d'être diffusée officiellement à la télévision le 3 septembre, dans le cadre des plans de BBC Three pour la première de tous ses programmes de comédie scénarisés en ligne. Cette expérience s'est avérée fructueuse, puisque le premier épisode de la deuxième saison a reçu 1,5 million de demandes avant sa diffusion à la télévision. Un épisode spécial Noël a été diffusé le 17 décembre 2013.
La troisième saison de Bad Education a commencé à être diffusée le 16 septembre 2014. En raison de son succès, la série a ensuite été adaptée en film, sorti le 21 août 2015. Fin 2014, Whitehall a confirmé que la série n'aurait pas de quatrième saison.
En mai 2022, il a été annoncé que la série reviendrait pour un épisode spécial sur la nouvelle chaîne BBC Three pour célébrer le dixième anniversaire de la série. La BBC a confirmé que la spéciale devrait être suivie d'une nouvelle saison en six épisodes "écrite par une équipe d'écrivains révolutionnaires" à la suite des plans de la BBC d'investir plus d'argent dans des programmes de comédie à fort impact.
La série se concentre sur Alfred "Alfie" Wickers (Jack Whitehall) - un professeur d'histoire du secondaire chic et nouvellement diplômé dans l'école d'Abbey, à Watford ou Tring Hertfordshire. Toujours déterminé à impressionner son béguin, Rosie Gulliver (Sarah Solemani), Alfie fait des efforts répétés pour paraître "cool", effectuant des activités telles que l'entraînement de l'équipe de football de l'école, l'organisation d'une amnistie pour les armes et la présentation d'un candidat aux élections scolaires. Habituellement, dans ces efforts, il se tourne vers sa classe qui est remplie d'élèves difficiles pour obtenir de l'aide, bien qu'ils soient souvent peu favorables. La classe comprend le timide Joe (Ethan Lawrence), celui qui veut paraître viril Mitchell (Charlie Wernham), l'impoli paraplégique Rem Dogg (Jack Binstead), l'excitée sexuelle Chantelle (Nikki Runeckles), l'original Stephen (Layton Williams), l'intelligente mais prétentieuse Jing (Kae Alexander), la colérique Cleopatra (Weruche Opia) et le harceleur Frank (Jack Bence).
Dans le même temps, Alfie doit faire face aux pitreries de son directeur excentrique et décontracté, Shaquille "Simon" Fraser (Mathew Horne), et répondre aux attentes d'une série de directeurs adjoints : d'abord l'impitoyable et autoritaire Isobel Pickwell (Michelle Gomez), puis la cruelle mais pathétique professeure Celia "Pro Green" Green (Samantha Spiro) et enfin son propre père, le loufoque et naïf Martin Wickers (Harry Enfield). Il est précisé dans la troisième saison que l'ensemble de la série s'étend sur une seule année universitaire.

## Distribution
Alfred "Alfie" Wickers (Jack Whitehall) 
Rosie Gulliver (Sarah Solemani) 
Joe (Ethan Lawrence) 
Mitchell (Charlie Wernham) 
Rem Dogg (Jack Binstead) 
Chantelle (Nikki Runeckles) 
Stephen (Layton Williams) 
Jing (Kae Alexander) 
Cleopatra (Weruche Opia) 
Frank (Jack Bence) 
Isobel Pickwell (Michelle Gomez) 
Celia "Pro Green" Green (Samantha Spiro) 
Martin Wickers (Harry Enfield)